# هوانورد (فیلم ۱۹۲۹)
هوانورد (انگلیسی: The Aviator) فیلمی آمریکایی به کارگردانی روی دل روت است که در سال ۱۹۲۹ منتشر شد. از بازیگران آن می‌توان به ادوارد اورت هورتون و پتسی روت میلر اشاره کرد.